# 拓跋重建
拓跋重建（？—？），又称李重建，唐朝时党项拓跋部的首领，西夏的先祖。
拓跋重建担任唐朝灵州大都督府安抚平下番落使，娶破丑氏，生有拓跋思恭、拓跋思孝、拓跋思谏、拓跋思敬、拓跋思忠、拓跋思瑶六子，拓跋重建的长子拓跋思恭被唐僖宗任命为定难节度使。